# King Size (Film)

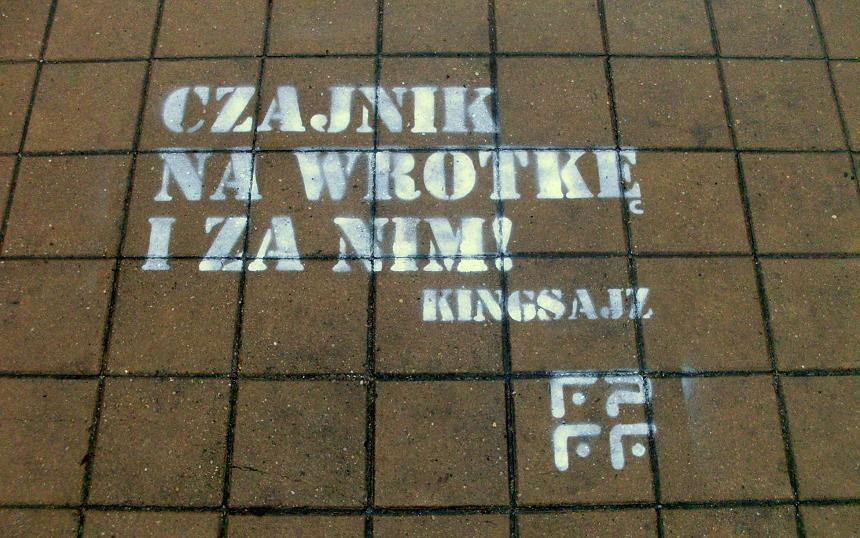
Zitat aus Film 'Kingsajz "Werbung XXXIV Polnisches Filmfestival Gdynia in Gdynia 2009.

King Size ist eine polnische Filmkomödie aus dem Jahr 1988.

## Handlung
Im Untergrund eines Warschauer Amtes leben die Zwerge im Land Szuflandia (Schubladenland). Sie sind arm und werden von den Machthabern unterdrückt. Der Despot Kilkujadek hält die Zwerge in Zwangsarbeit. Als Wohnungen benutzen sie die Schubladen von Karteikästen. Doch diese Welt ist nicht die einzige Welt, in der die Zwerge leben. Durch den Trunk King Size können sie auf normale menschliche Größe wachsen. So sind einige in der Lage, ein normales Leben zu führen und Beziehungen zu Frauen einzugehen, da nur Männer Zwerge sind. Haben sie einmal den Wundertrunk zu sich genommen, müssen sie viel Polo Cockta trinken. Polo Cockta ist ein Coca-Cola-Imitat, das in den 1970er und 1980er Jahren in Polen hergestellt wurde. Diese Polo-Cockta-Trinker sind die Feinde des Systems von Kilkujadek, da sie sich seinem Machtbereich entziehen. Einer dieser Polo-Cockta-Trinker ist der Journalist Olo Jedlina. Olo lebt ein normales Leben mit seiner Freundin Ewa, als sein Zwergenfreund Adaś Haps, der an dem Rezept für King Size arbeitet, von Kilkujadeks Agenten gejagt wird. Adaś gerät in Gefangenschaft und wird im Zwergenland zu Zwangsarbeit verurteilt. Olo verliert zunächst die Spur, wird jedoch von der aufregenden Ala wieder auf seine Spur geführt. Ala ist die Tochter eines ehemaligen Zwerges. Durch sie kommt er in Kontakt zu den Zwergenoppositionellen Kwintek und Kramerek und stößt in das Innere von Szuflandia vor. Nach einer aufregenden Verfolgungsjagd kann er schließlich Adaś kurz vor dessen Hinrichtung mit einem Eierschneider retten.

## Hintergrund
Juliusz Machulski war bereits Autor und Regisseur der populären Filmkomödie Sexmission, die als Science-Fiction-Komödie 1983/84 große Publikumserfolge in Polen feierte. Mit King Size schuf er eine Fantasywelt, die mit Elementen aus Jonathan Swifts Gullivers Reisen, George Orwells 1984 und der polnischen Realität der 1980er Jahre arbeitet.

## Auszeichnungen
Auf dem Polnischen Filmfestival 1988 wurde Szenenbildner Janusz Sosnowski für das beste Szenenbild ausgezeichnet.